# Бранислав Лукич Лука
Бранислав Лукич Лука (род. 31 марта 1970, Тузла) — мультимедийный художник, фотограф, дизайнер, поэт, музыкант. Босния и Герцеговина.

## Биография
Бранислав Лукич Лука родился в Тузле в 1970 году. Изобразительному искусству учился у сараевских художников Мирсада Джомбича и Владимира Войновича, дружба и работа с которыми стали важной вехой в творчестве Бранислава. 
На Факультете изящных искусств Независимого Университета Баня-Луки окончил факультет изобратительных искусств, класс профессора Елены Рубил.
К настоящему времени Лукич выставлял свои художественные работы на тридцати самостоятельных выставках и был участником более сотни коллективных выставок в Боснии и Герцеговине и за рубежом.
Поэтические произведения Бранислава Лукича опубликованы во многих журналах и сборниках («Дунайские сокровища», «Море на ладони», «Тебе стихотворение на Валентина», «Антология ФБ поэтов», «Гарова улица» и др.). Его поэзия переведена на английский, русский, польский, словенский и арабский языки.
Поэзия Бранислава Лукича столь оригинальна, индивидуальна, автобиографична, жестка, остроумна, груба и неприукрашена, но в то же время написана с таким вкусом, что даже когда он говорит вульгарно, это не звучит вульгарно. Эта поэзия понятна всем, потому что она для людей. Коллеги и публика, которая имела возможность его слушать, называют Лукича балканским Буковски. В его исполнении часто звучат: «В объятиях шиджанки» (девушки из Шида), «Театр демократии», «Плавание в лаве», «Ты как шелк», «За твое колено», «Кто не с нами, тот против нас», «Искусственный цветок, поставленный в воду», «Не оборачивайся, сынок», «Несчастье Арифа Ходжича из Высокой Дубравы», «Удар цуки»… Определить, к какому существующему поэтическому течению относится поэзия Бранислава Лукича. нелегко.
Лукич участник множества международных художественных колоний, фестивалей, литературных и поэтических мероприятий у себя на родине и за рубежом. В качестве фотографа сотрудничал и сотрудничает с различными издательскими домами, типографиями и медиа. Самостоятельно и вместе с коллегами участвует в мастерских и лагерях для фотографов.
Бранислав Лукич был дизайнером и редактором многих книг, вот некоторые из них: «Человек, в чьих глазах сияет Уна, — Амарилдо Мулич» (Динка Реджич), «Я река» и «В ожидании определённого времени» (Нихад Мешич Ривер), «Время храбрых» (Амар Велагич), «Мальчик из ада Сребреницы» и «Мой сон о бабе» (Махмедалия Бектич), «Развитие творческого начала и профилактика поведенческих отклонений (детей дошкольного возраста)» (Дорис Стеванович и др. сц Лейла Куралич Чишич), «Мнение граждан Боснии и Герцеговины о деятельности диаспоры в мире и в самой БиГ» (Динка Реджич), «В добре и зле в нашей судьбе рассеянный склероз — такова реальность» (Вахида Хайдарбегович), «Инженерно-технологическая экспертиза и управление рисками. Книга I. Основы инженерно-технологической экспертизы» (Эдин Делич, Адмир Софтич), « Инженерно-технологическая экспертиза и управление рисками. Книга II. Управление процедурой расследования» (Эдин Делич, Эдиса Нукич), «Как маленький хомячок счастье искал» (Мевлида Илязагич), «Маленький дракон» (Невен Дужевич), « Когда розы цвели последний раз» (Балкан Иса), «Сила судьбы» (Белма Мелагич), «Дорога в никуда» (Минела Моранькич Чосич), «Искра в пепле» (Аджелка Спасоевич).
Свой творческий, дизайнерский, художественный и фото след Лукич оставил и на многих музыкальных альбомах. Перечислим только некоторые: «Дерт» Ваня Мухович и Диванхана (Sony DADC, Austria 2011), «Несем тебе веселье» Лаудантес — молодёжный коллектив епархии Шибеника (Городская библиотека «Юрай Шижгорич», Шибеник 2008), «Тузланская музыкальная сцена» редактор Драгутин Матошевич (мультимеда-СD — Баррикада 2005), «Нечестно» Мр. Марц’о (DAMMIC — 2010), «Колыбель из соли» Дарко Калогьера (Croatia Records 2009), «Снова живой» До последнего вздоха (Croatia Records 2006), «Наплюй на свои промытые мозги» Аларм (NaraTon 1998), «Близость» Аларм (NaraTon 1999), «Ramayana» Ясмин Маг и Аларм (МП ЈС РТВ БиГ 2003), «Цивилизация под масками» (мультимеда-СD — Луцидо 2005).
Был членом музыкальной группы Аларм из Тузлы. Вместе с Невеном Туничем основал группу DJ Лука Франк. Бранислав один из основателей интернет-портала и еженедельной газеты Лукавац сегодня, основатель дизайнерской студии ЛуДе, арт-студии-галереи и издательства ИНДА Лукавац. Основатель Группы Луцидо, один из основатель Союза художников Тузланского кантона. Давид Кулишич и Бранислав Лукич основали SEF Society (СЕФ Академија) и Society of Traditional Japanes Culture Aikikai in Bosnia and Herzegovina. Один из основателей Дзюдо-клуба Гард Лукавац. Член многих художественных объединений на родине и за рубежом. Имеет награды в живописи, фотографии, поэзии.
В настоящее время живёт и работает на Балканах.

## Автор мультимедийных проектов
- Ностальгия — январь 1994—1997, цикл мультимедийных проектов.
- Время ловцов — май 1998
- Отринь навязанную картину мира — октябрь 1998
- Большие надежды во время кризиса идентичности — апрель 1999
- Поколения — июнь 2000
- Цивилизации под масками — июль 2006 (совместный проект Ясмина Мага и Бранислава Лукича Луки).
- Портрет боснийского цветка — 2007 (проект продолжается, проводятся выставки, выпускаются поэтические циклы и циклы фотографии моделей из Боснии и Герцеговины).
- Крик сквозь шелковую паутину — 2009 (совместный проект Бранислава Лукича Луки, Дениса Дугонича и Ясмина Муяновича Мага).
- Мозаика дня и ночи — 2011 (совместный проект Бранислава Лукича Луки и Дениса Дугонича)
- Изчезновение – март 2019 – (проект продолжается)

## Опубликованные книги
- Ещё один забавный век – поэзия, (совместный проект Ясмина Мага, Дамира Незировича и Бранислава Лукича Луки) — Дом молодежи, Тузла, 1999
- Отвалите, придурки — поэзия, Дом молодежи Тузла, 2001
- Удар цуки — поэзия, Луцидо, альтернативный андеграунд Балкан, 2004
- Крик сквозь шелковую паутину – поэзия, (сборник поэзии 9 балканских авторов) — ИНДА Лукавац, 2009
- Портрет боснийского цветка – (цикл книг стихов и фотографий моделей из Боснии и Герцеговины) — ИНДА Лукавац, первая книга из цикла опубликована в 2009 году.
- Pismo. docx (Письмо.docx) – ( Ана Йовановска и Бранислав Лукич Лука) – Antalog Skoplje, 2020 (Скопье, 2020).

## Галерея

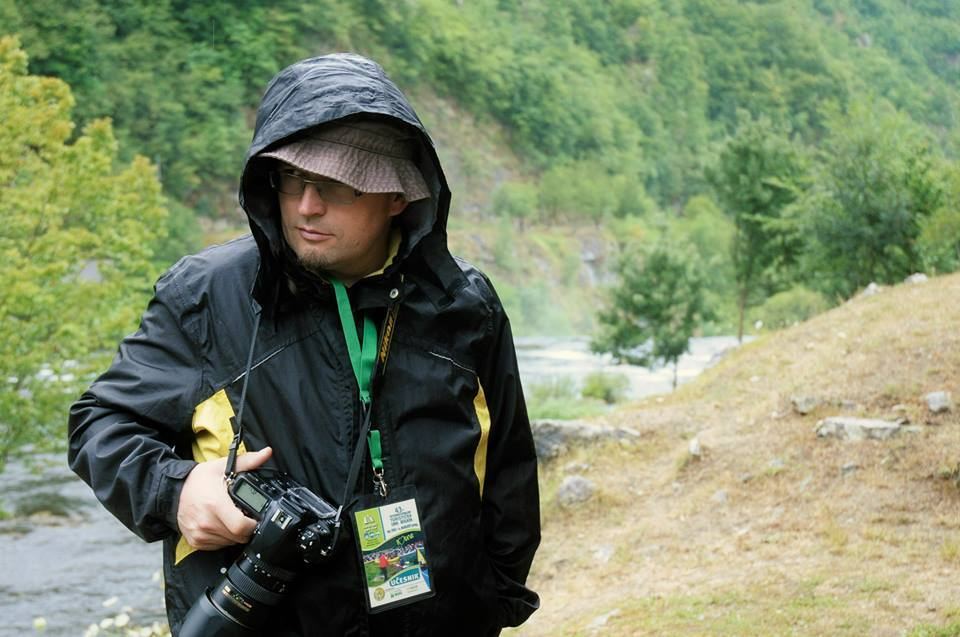
Бранислав Лукич Лука
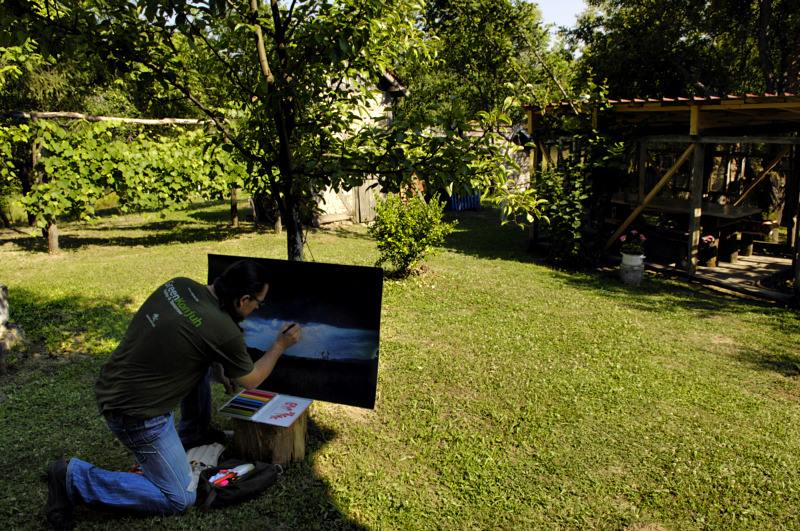
Бранислав Лукич Лука работает над картиной «Разлом» (продолжение)
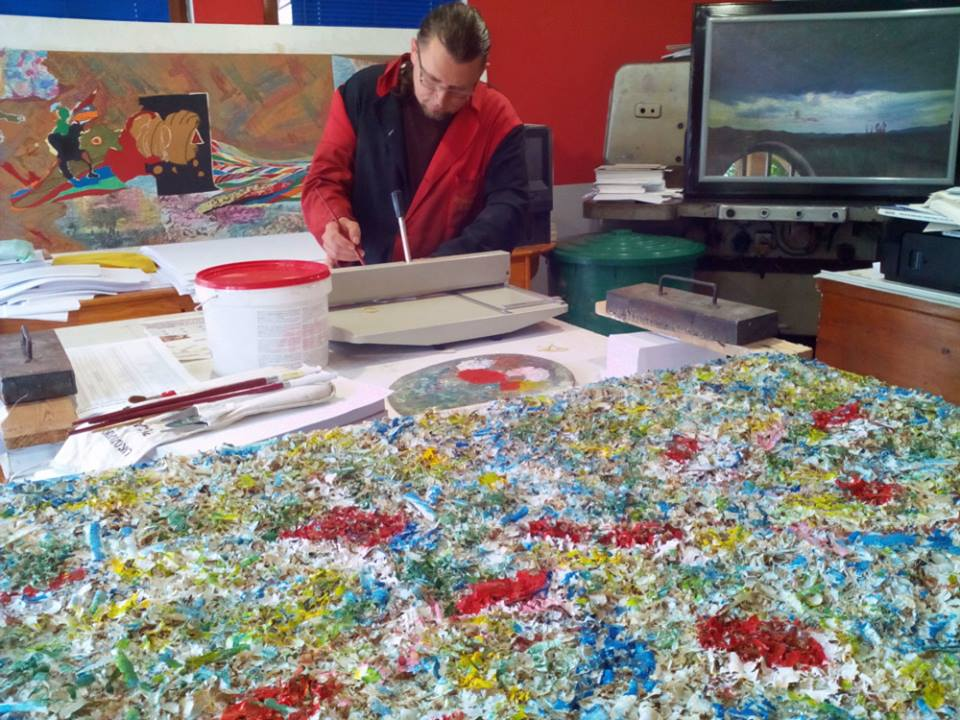
Бранислав Лукич Лука в студии
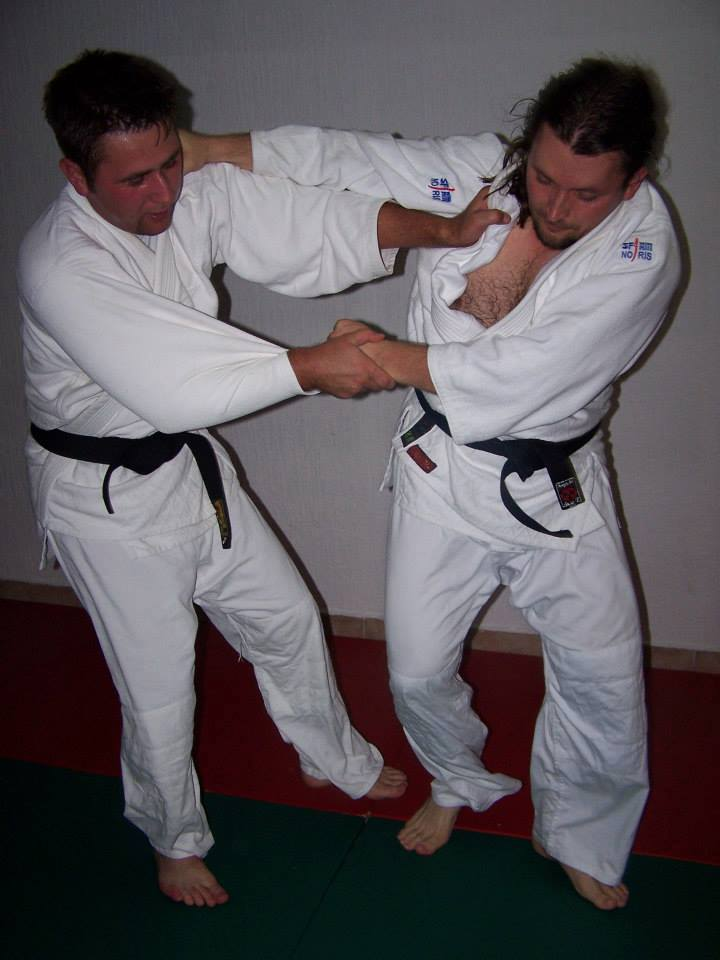
Бранислав Лукич Лука на тренировке по дзюдо (Академия SEF)
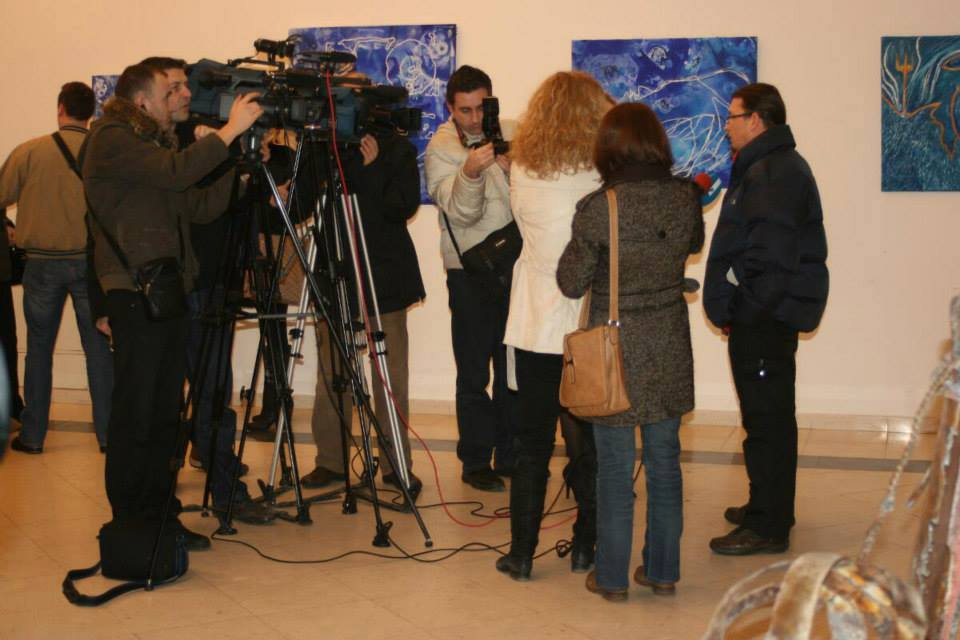
Бранислав Лукич Лука заявление для СМИ
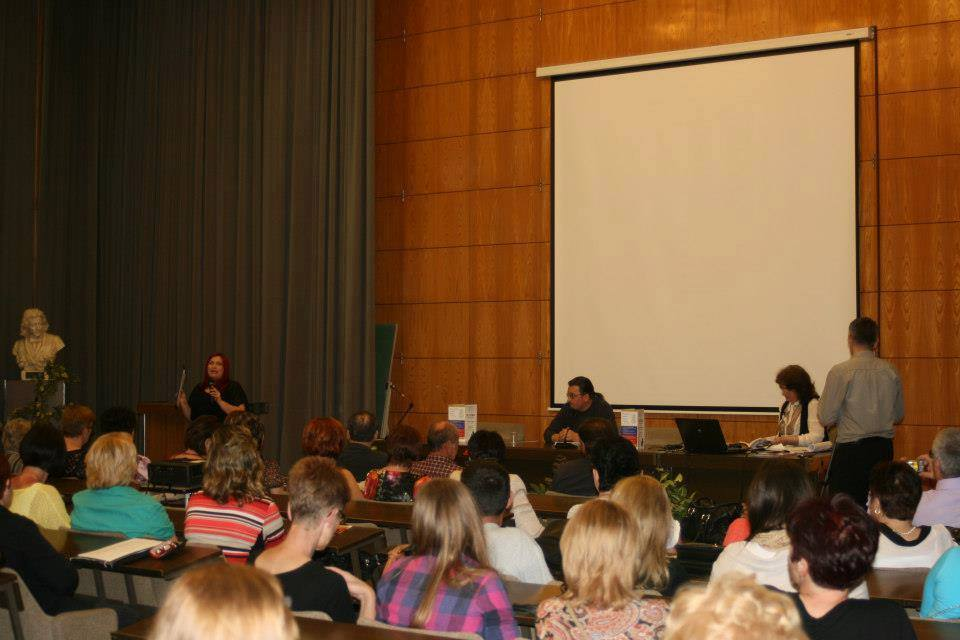
«Международный фестиваль культуры» Kranj 2013 поэтический вечер с Браниславом Лукой Луком
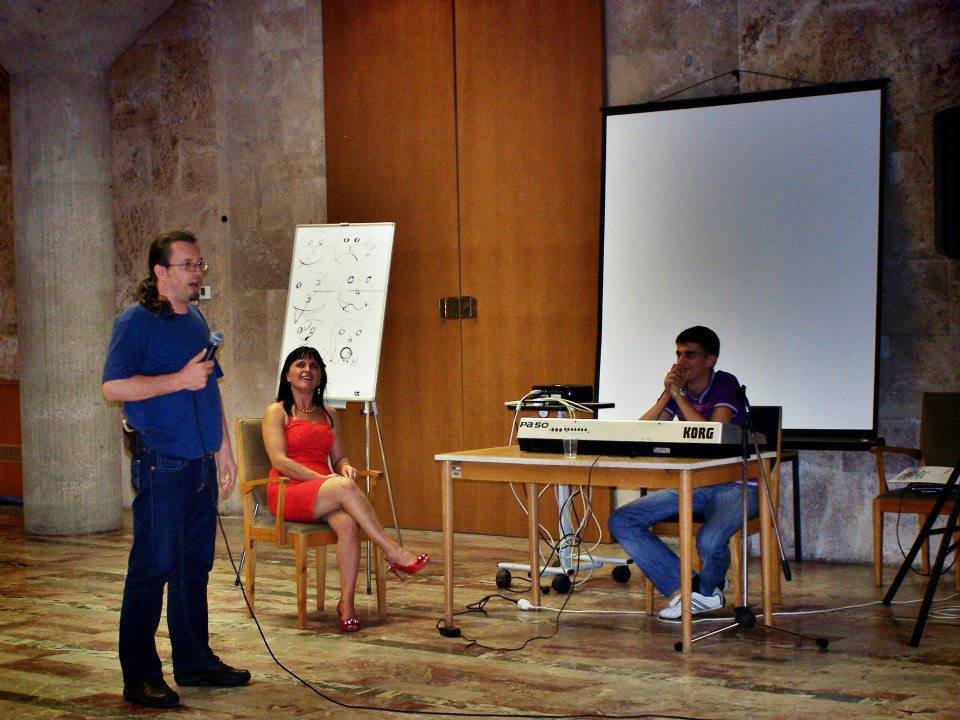
Поэзия «Театр Демократии» Словения
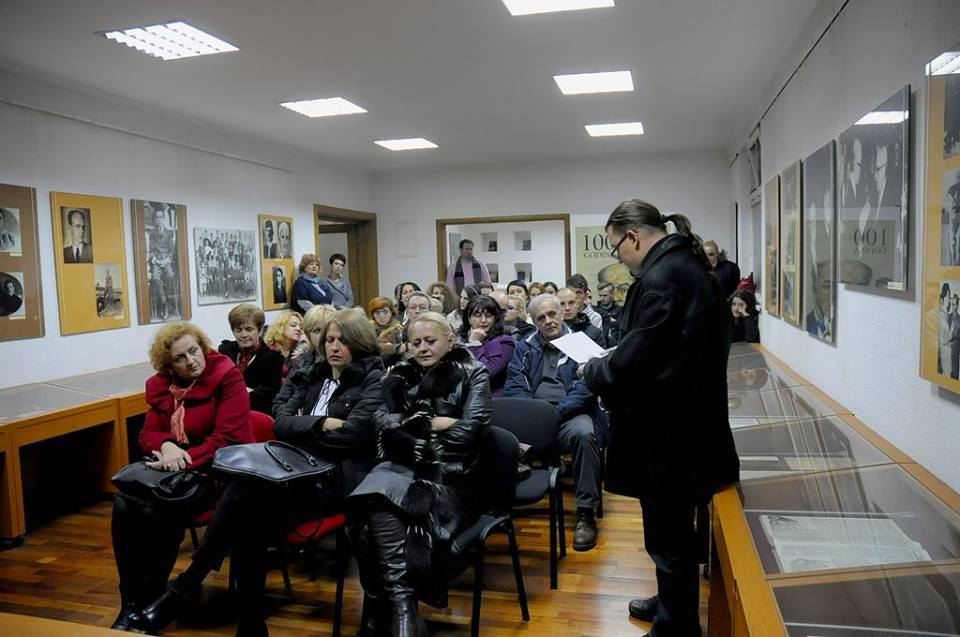
Бранислав Лукич Лука на манифестации «Поэтическое слово против насилия в отношении женщин»